# Al valor (Medalla de Chile)
La medalla Al Valor es una condecoración de las Fuerzas Armadas de Chile. Es entregada en tiempo de paz al personal de las Fuerzas Armadas de Chile que ejecute actos de valor, con riesgo evidente de su propia vida, ya sea en cumplimiento de sus obligaciones o de iniciativa personal, demostrando sentimientos de honor, carácter y arrojo.

## Historia
Se establece por Decreto Supremo Nº2007 de fecha 31 de octubre de 1945 para ser otorgada a cualquiera de los miembros de las Fuerzas Armadas de Chile, en sustitución de las medallas individuales existentes a la época en cada una de las tres ramas.
Con fecha 1 de diciembre de 1986, se establece un nuevo modelo llamado Condecoración Al Valor, modificando así el modelo anterior de la Medalla Al Valor ratificada por el Reglamento de Condecoraciones del año 1980. Estas distinciones ahora se decretaban en tres clases, y son entregadas en forma ascendente, es decir la primera concesión de la Condecoración, se hace en la Tercera Clase; una segunda vez que la reciba lo hará con la insignia de Segunda Clase, hasta llegar a la de Primera Clase.
Sólo en casos calificados por el Presidente de la República, Ministro de Defensa o por los respectivos Comandantes en Jefe de las Fuerzas Armadas (Ejército de Chile, Armada de Chile, Fuerza Aérea de Chile) y siempre que la condecoración recaiga en autoridades de alto rango, podrá aumentarse el grado de la condecoración.

## Descripción
Corresponde a una medalla de oro de 18 quilates. Consiste en un cóndor andino con sus alas desplegadas. De las garras de cóndor pende una estrella 
de cinco puntas, dentro de la que va impresa la leyenda “Al valor” en relieve.
La condecoración va sujeta a una cinta azul de 40 milímetros de ancho, con una franja roja de 10 milímetro. de ancho, que pasa por el centro en sentido vertical.

## Condecorados destacados
A la fecha, han recibido la condecoración: 
| Año                             | Nombre                                      | Rama                 |
| 1961                            | Marinero 1° Mario Fuentealba Recabarren     | Armada               |
| 1965                            | Marinero 1° Mario Fuentealba Recabarren     | Armada               |
| 1981                            | Marinero 1° Miguel Henriquez Ávalos         | Armada               |
| 2000                            | Soldado conscripto Alfredo Sepúlveda Torres | Ejército             |
| 2001                            | Subteniente Diego Arriagada Muñoz           | Fuerza Aérea         |
| 2001                            | Cabo 1° Claudio Arriagada Solar             | Fuerza Aérea         |
| 2005                            | Teniente 2° Javier Amor Alfaro              | Armada               |
| 2005                            | Sargento 2º Darwin Hidalgo Campos           | Armada               |
| 2005                            | Cabo 2º Jonathan Tobar Vallejos             | Armada               |
| 2005                            | Cabo 2º Christian Benítez Valladares        | Armada               |
| 2005                            | Cabo 2° Miguel Espinoza Huala               | Ejército             |
| 2007                            | Cabo 2° Luis Orellana Gutiérrez             | Carabineros de Chile |
| 2008                            | General de Aviación Hugo Peña Leiva         | Fuerza Aérea         |
| 2008                            | Comandante de Grupo Alejandro Maino         | Fuerza Aérea         |
| 2008                            | Comandante de Grupo Patricio Bastías        | Fuerza Aérea         |
| 2008                            | Comandante de Grupo Luis Vargas             | Fuerza Aérea         |
| 2008                            | Suboficial Carlos Vásquez                   | Fuerza Aérea         |
| 2008                            | Suboficial Juan Acuña                       | Fuerza Aérea         |
| 2008                            | Sargento 1° Carlos Barrios                  | Fuerza Aérea         |
| 2008                            | Sargento 1° Germán Leiva                    | Fuerza Aérea         |
| 2008                            | Sargento 2° Claudio González                | Fuerza Aérea         |
| Cabo 1° Mauricio Donato Ramirez | Fuerza Aérea                                |                      |
| 2010                            | Sargento 2º Héctor Valladares Cáceres       | Armada               |
| 2010                            | Cabo 1º José Muñoz Castro                   | Armada               |
| 2010                            | Soldado Reinaldo Orellana Carrasco          | Armada               |
| 2010                            | Marinero 1° Javier Palacios Venegas         | Armada               |
| 2011                            | Capitán de Corbeta Jaime Román Muñoz        | Armada               |
| 2011                            | Teniente 1° Rolando De La Torre Chamy       | Armada               |
| 2011                            | Sargento 2° Carlos Muñoz González           | Armada               |
| 2011                            | Cabo 2° César Flores Flores                 | Armada               |
| 2012                            | Cabo 1° Fernando Vera Quezada               | Armada               |